# Мексиканська баньката жаба з Південної Шрі-Ланки
 «Мексиканська баньката жаба з південної Шрі-Ланки» (англ. The Mexican Staring Frog of Southern Sri Lanka) - епізод 206 (№ 19) серіалу «South Park». Його прем'єра відбулася 10 червня 1998 року.

## Сюжет
Стен, Кайл, Кенні і Картман отримують шкільне завдання - підготувати розповідь про події в'єтнамської війни. Для цього вони беруть інтерв'ю у дядька Стена Джимбо і Неда, які розповідають, що бази США були обладнані парками розваг, а також стверджують, що особисто удвох перебили цілу вьетконговску армію. Коли за переказ цієї історії діти отримують двійку з мінусом, вони придумують помсту: знімають підроблене відео про «легендарну» мексиканську банькату жабу з Південної Шрі-Ланки, яка здатна вбивати людей одним своїм поглядом, і відправляють його на кабельне телешоу Джимбо і Неда, «Полювання та вбивство». Джимбо показує сюжет в передачі. Хлопчики, вирішивши, що розіграш вдався, знімають ще одне відео, в якому Ерік Картман переодягнувся жінкою і нібито загинув від погляду мексиканської банькатої жаби.
Завдяки циклу сюжетів про жабу «Полювання і вбивство» стає успішним телешоу, потіснивши в рейтингах ток-шоу  «Ісус та друзяки» , яке веде сам Ісус. Жінка-продюсер Ісуса вирішує змінити формат шоу на більш скандальний, хоча Ісус відгукується про цю ідею без ентузіазму. Для цього студія Ісуса змінює свій зовнішній вигляд, там починає грати музика, в гості до Ісуса приходять знаменитості для інтерв'ю, випускаються відеокасети з «нецензурними» епізодами «Ісуса». Тим часом Джимбо і Нед відправляються на пошуки банькатої жаби за вказівкою хлопців. У машині Джимбо обговорює зі знімальною групою війну у В'єтнамі, кажучи про те, що насправді там було досить складно - наприклад, не вистачало атракціонів. Під час полювання Нед бачить, що на нього дивиться іграшкова жаба хлопців, і впадає в кататоничний ступор через надмірний жах. Джимбо в жаху; під час відвідування Неда в госпіталі діти зізнаються, що це їхня провина. Тому Джимбо, Нед (все ще в кататонії) і хлопці відправляються на «Ісус та друзі», яке стало ще скандальнішим і пафоснішим, щоб розповісти про те, що таке баньката жаба насправді.
Не попередивши Ісуса, продюсер шоу, бажаючи підняти рейтинги, намовила Джимбо сказати, що Стен - наркоман і сатаніст, Стена - заявити, що дядько Джимбо до нього чіплявся, Картмана - кинути в Неда стільцем і так далі. Коли на шоу запанував хаос, Ісус кричить на весь зал: «Стуліть свої рила!» І дізнається, що все це підлаштовано; він виправляє все, що накоїли діти, Джимбо і Нед, а свого продюсера як покарання відправляє в пекло. Там вона зустрічає Сатану і Саддама Хусейна, випереджаючи події, які пізніше відбудуться в «Саут-Парк: великий, довгий і необрізаний », і, пізніше, в епізоді з двох частин: «чи потрапляють розумово відсталі в пекло?» і«Можливо».

## Смерть Кенні
Під час бійки на шоу «Ісус та друзяки» двоє глядачів розривають Кенні навпіл. Пізніше щури тягнуть його тіло.

## Пародії
- Книга, яку Джимбо читає вголос Неда в госпіталі, - це  Ізгої . У ній є сцена, коли один персонаж читає іншому вголос книгу в госпіталі.
- Під час зйомок «Ісус та друзяки» Ісуса постійно перебиває чорношкірий чоловік, називаючи його «Монтель» і заступаючись за Майкла Джексона. Можливо, це пародія на фанк - виконавця Ріка Джеймса.
- В кінці епізоду Джимбо посилається на пісню Френка Заппи «Titties & Beer» (укр. «Цицьки і Пиво»).
- Назва епізоду відсилає до відомого оповіданням Марка Твена «Знаменита стрибаюча жаба з Калавераса».

## Факти
- Творці серіалу, Метт Стоун і Трей Паркер, познайомилися під час зйомок фільму «Гігантський Бобер з південної Шрі-Ланки» (англ. «The Giant Beaver of Southern Sri Lanka»).
- У цьому епізоді Саддам Хуссейн вперше показаний як коханець Сатани в пеклі.
- У спогадах Джимбо є сцена, де він сидить на білому коні із золотими гривою і хвостом. Це той ж кінь, на якому сидить Картман в мріях Венді в епізоді «Шеф втрачає терпіння».
- Під час флешбеку Джимбо грає пісня «Time of the Season» The Zombies.
- Під час сцени, де діти придумують свій план, на стіні висить плакат з портретом прибульця і написом «Чи бачили ви мене?» (англ. «Have you seen me?»).
- Під час першої сцени спогадів Джимбо про В'єтнамі, генерал показує йому карту В'єтнаму, хоча насправді це карта Італії, з написом «Хо Ші Мін-Сіті» замість Риму, з назвами в дусі «земля майбутнього», «земля чарівництва» і з Китаєм, позначеним на місці Хорватії.
- Під час інтерв'ю з Бобом Денвером на «Ісус та друзяки» студійна група шоу грає фрагмент пісні «Nothing From Nothing» Біллі Престона.
- В кінці серії, коли герої стоять біля телестудії, Нед ненадовго стає нормальним, хоча до цих пір залишається в комі. Але потім після зміни кадру знову показаний з скуйовдженим волоссям і слюнями біля рота.